# Вилела (Паредеш)
Вилела (порт. Vilela) — район (фрегезия) в Португалии, входит в округ Порту. Является составной частью муниципалитета Паредеш. По старому административному делению входил в провинцию Дору-Литорал. Входит в экономико-статистический субрегион Тамега, который входит в Северный регион. Население составляет 5080 человек на 2001 год. Занимает площадь 3,79 км².
Покровителем района считается Стефан Первомученик (порт. Santo Estêvão).